# Salma Mumin
Salma Mumin es una actriz ghanesa. Sus contribuciones a la industria cinematográfica de su país le han valido varios reconocimientos, incluido el de Mejor Nueva Actriz Internacional en los premios Papyrus Magazine Screen Actors Awards 2014 y Mejor Actriz en un papel principal en los Ghana Movie Awards 2019.

## Biografía
Mumin nació en Wa, en la región superior occidental de Ghana. Asistió a la escuela primaria Odorkor 1 y a la secundaria superior de Insaaniyya. Posteriormente, se mudó a Acra para seguir su carrera como actriz.

## Carrera profesional
Debutó en 2007, en la película Passion and Soul. Desde 2012 ha participado en las películas Seduction, No Apology, College Girls, Leave my wife, The Will, No Man's Land, What My Wife Doesn't Know, y John y John. Su debut en televisión fue en I Love Your Husband 1, 2 y 3 en 2009. En 2016, protagonizó la película You May Kill the Bride.
En 2015, produjo su primera película No Man's Land.
Es la embajadora de marca de Hollywood Nutritions Slim Smart.

## Filmografía
- What My Wife Doesn’t Know
- No Man’s Land [10]
- Seduction
- No Apology
- Passion and Soul
- College Girls
- Leave My Wife
- The Will
- Amakye and Dede
- John and John
- Apples and Bananas